# 扁吻毒鮋
扁吻毒鮋，為輻鰭魚綱鮋形目鮋亞目毒鮋科的其中一種，為熱帶海水魚，分布於中西太平洋印尼海域，棲息在底層水域，生活習性不明，具有毒性。

## 扩展阅读
維基物種上的相關：扁吻毒鮋